# Alwin Berger
Alwin Berger (1871 – 20 tháng 4 năm 1931) là một nhà thực vật học người Đức, được biết đến nhờ đóng góp cho thuật ngữ của các loài cây mọng nước, đặc biệt là thùa và xương rồng. Sinh ra tại Đức ông làm việc tại vườn thực vật tại Dresden và Frankfurt. Ông cũng là người phụ trách Giardini Botanici Hanbury, là vườn của Sir Thomas Hanbury ở La Mortola, gần Ventimiglia miền tây bắc nước Ý, gần biên giới với Pháp, từ năm 1897 đến 1914. Sau khi làm việc tại Đức trong khoảng thời gian từ năm 1914 đến 1919, ông đi học tại Hoa Kỳ trong ba năm, trước khi dành khoảng thời gian còn lại làm giám đốc phòng thực vật học của bảo tàng lịch sử tự nhiên ở Stuttgart.
Công trình chính của ông, Die Agaven, được xuất bản vào năm 1915, miêu tả về 274 loài thùa, chia làm 3 phân chi, Littaea, Euagave và Manfreda. Ông cũng công nhận một chi xương rồng mới, Roseocactus, vào năm 1925.
Các chi Bergerocactus (họ Cactaceae) và Bergeranthus (họ Mesembryanthemaceae) được đặt theo tên ông để vinh danh những đóng góp của ông.